# Esketamina
La esketamina, también conocida como (S)-ketamina o S(+)-ketamina, es una droga alucinógena disociativa utilizada como anestésico general. Es el enantiómero S (+) de la ketamina, y empleado también como antidepresivo para el tratamiento de depresión. Se comercializa bajo las marcas Spravato (para la depresión), Ketanest (para anestesia), entre otras. Como enantiómero activo de la ketamina produce antagonismo del receptor NMDA en la que es más potente que la ketamina racémica.
La eskatamina se usa específicamente como terapia para la depresión resistente al tratamiento (por sus siglas en inglés, TRD) y para el trastorno depresivo mayor (MDD) con ideación o con comportamiento suicida concomitante. Su efectividad para la depresión es modesta y similar a la de otros antidepresivos. La esketamina no se usa por infusión intravenosa para anestesia, ya que solo está aprobada por la FDA estadounidense para la depresión en forma de aerosol intranasal (el compuesto principal, la ketamina, se administra con mayor frecuencia por vía intravenosa) y bajo supervisión médica directa como aerosol nasal.
Algunos efectos adversos de la esketamina incluyen disociación, mareos, sedación, náuseas, vómitos, vértigo, entumecimiento, ansiedad, letargo, aumento de la presión arterial y sensación de embriaguez. Con menos frecuencia la esketamina puede causar trastornos de vejiga. La esketamina actúa principalmente como antagonista del receptor de N-metil-D-aspartato (NMDA), pero también tiene otras acciones mediadas por otros tipos de receptores de membrana.
En forma de ketamina racémica, la esketamina se sintetizó por primera vez en 1962 y se introdujo para uso médico como anestésico en 1970. Como enantiómero puro, la esketamina se introdujo para uso médico como anestésico en 1997 y como antidepresivo en 2019. Se utiliza como anestésico en la Unión Europea y como antidepresivo en Estados Unidos y Canadá. Debido al uso indebido e ilegal como alucinógeno disociativo, la esketamina es una sustancia controlada.

## Indicaciones

### Anestesia
La esketamina se utiliza para indicaciones similares a las de la ketamina. Dichos usos incluyen la inducción de la anestesia en pacientes de alto riesgo, como aquellos con shock circulatorio, broncoespasmo grave o como complemento a la anestesia regional con bloqueos nerviosos incompletos.

### Depresión
En los Estados Unidos, la esketamina ha sido aprobada bajo la marca Spravato en forma de aerosol nasal que debe ser agregado a un antidepresivo convencional como terapia para la depresión resistente al tratamiento (TRD) y el trastorno depresivo mayor (MDD) asociado con ideación o comportamiento suicida en adultos. En los ensayos clínicos que condujeron a la aprobación de esketamina, TRD se definió como MDD con respuesta inadecuada a al menos dos antidepresivos convencionales diferentes. La formulación de la esketamina en aerosol nasal que se usa para la depresión proporciona dos aerosoles que contiene un total de 28 mg de esketamina y en presentación de dosis que va de 56 mg (2 dispositivos) a 84 mg (3 dispositivos). La dosis recomendada de Spravato es de 56 mg para el día 1, 56 u 84 mg dos veces por semana durante las semanas 1 a 4, 56 u 84 mg una vez por semana durante las semanas 5 a 8 y 56 u 84 mg cada 2 semanas o una vez por semana durante la semana 9 en adelante. La dosificación se individualiza a la dosis menos frecuente necesaria para mantener la respuesta o la remisión. Spravato se administra bajo la supervisión de un proveedor de atención médica y los pacientes son monitoreados durante al menos 2 horas durante cada sesión de tratamiento antes de retirarse del centro de salud. Debido a la posibilidad de sedación, disociación y uso indebido, la esketamina se encuentra disponible para el tratamiento de la depresión solo por proveedores que han sido certificados a través de un programa restringido bajo una estrategia de evaluación y mitigación de riesgos (REMS) llamada Spravato REMS.
Cinco estudios clínicos de esketamina para el TRD (titulados TRANSFORM-1, -2 y -3, y SUSTAIN-1 y -2) fueron presentados y evaluados por la FDA estadounidense cuando Janssen Pharmaceuticals aplicó a la aprobación de esketamina para el tratamiento depresivo resistente. De estos cinco estudios, tres fueron estudios de eficacia a corto plazo (4 semanas) (los tres estudios TRANSFORM). Dos de estos tres estudios (TRANSFORM-1 y -3) no encontraron un efecto antidepresivo estadísticamente significativo producido por la esketamina en relación con el placebo usado en los estudios. En el único estudio positivo de eficacia a corto plazo (TRANSFORM-2), hubo una diferencia de 4,0 puntos entre la esketamina y el placebo en la escala de valoración de la depresión de Montgomery-Åsberg (MADRS) al cabo de 4 semanas de tratamiento (p = 0,020). Esta escala va de 0 a 60 y la puntuación media de los participantes al inicio del estudio era de unos 37,0 tanto en el grupo de esketamina como en el de placebo. El cambio total en la puntuación después de 4 semanas fue de –19,8 puntos en el grupo de esketamina y de –15,8 puntos en el grupo de placebo. Esto corresponde a un cambio porcentual en la puntuación MADRS desde el inicio de –53,5 % con la esketamina y –42,4% usando el placebo (una diferencia y reducción de la puntuación de depresión de –11,1% potencialmente atribuible a la acción farmacológica de la esketamina) en estas muestras de pacientes. El placebo mostró el 80,0 % del efecto antidepresivo de la esketamina para TRD en este estudio y, por lo tanto, aproximadamente el 20,0 % de la respuesta antidepresiva fue atribuible a la esketamina. En los dos ensayos negativos de eficacia a corto plazo que no alcanzaron significación estadística (TRANSFORM-1 y -3), las diferencias en las reducciones de MADRS entre esketamina y placebo fueron -3,2 ( P = 0,088) y -3,6 ( P = 0,059) después 4 semanas de tratamiento.

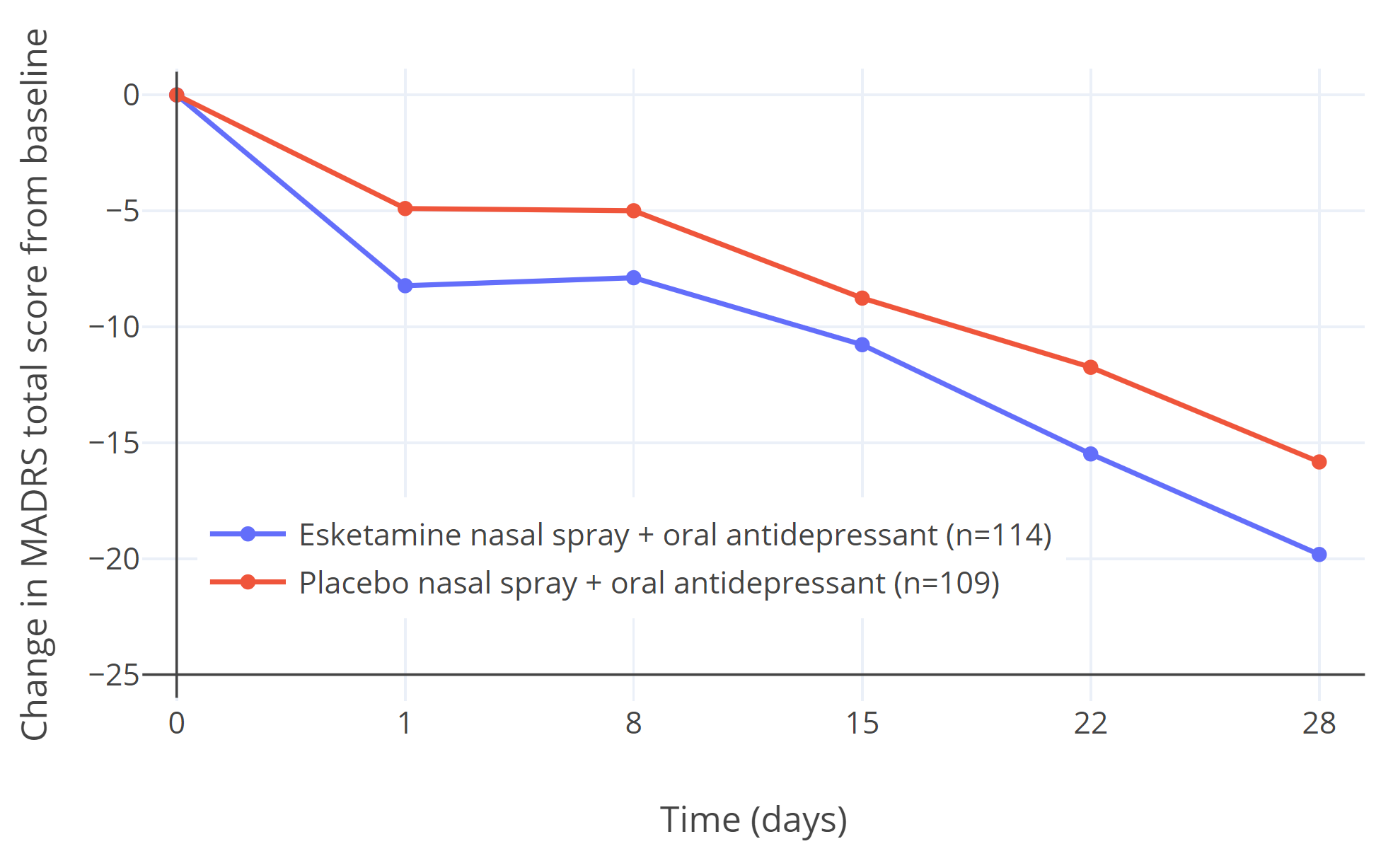
Eficacia antidepresiva a corto plazo (medida por el cambio en la puntuación total de la escala MADRS desde el inicio durante 4 semanas) con aerosol nasal de esketamina (56 u 84 mg) agregado a un antidepresivo oral existente (n = 114) versus aerosol nasal de placebo agregado a un antidepresivo oral existente (n = 109) en personas con depresión resistente al tratamiento en el único ensayo de eficacia positiva. En otros dos ensayos de eficacia a corto plazo, la esketamina no fue superior al placebo.

La reducción adicional de 4,0 puntos en la escala MADRS con esketamina sobre placebo en el único ensayo de eficacia positiva corresponde a un nivel inferior que la "mejoría mínima" y ha sido criticada por estar por debajo del umbral para un cambio clínicamente significativo. Los investigadores del ensayo sugirieron originalmente una diferencia de al menos 6,5 puntos como un umbral razonable para probar importancia clínica. En otra literatura, las reducciones de MADRS se han interpretado como "muy mejoradas" correspondientes a 27 a 28 puntos, "mucho más mejoradas" a 16 a 17 puntos y "mínimamente mejoradas" a 7 a 9 puntos. Además, se ha argumentado que la pequeña ventaja en las puntuaciones con la esketamina presente en el tratamiento puede haber estado relacionada con una mayor respuesta al placebo en el grupo de esketamina debido a la falta de cegamiento funcional causada por los efectos psicoactivos de la esketamina. En otras palabras, se argumenta que el estudio no fue verdaderamente un ensayo controlado doble ciego. La disociación fue vista como un efecto secundario en la mayoría de los participantes que recibieron esketamina (61 a 75 % con esketamina y 5 a 12 % con placebo; una diferencia de ~7 veces mayor) y una disociación "grave" fue reportada por un 25% de los sujetos. El descegamiento y los factores de confusión de expectativa son problemas con los estudios de alucinógenos para indicaciones psiquiátricas en general. La FDA normalmente requiere al menos dos estudios positivos de eficacia a corto plazo para la aprobación de los antidepresivos, pero este requisito se relajó para la esketamina y se permitió que un ensayo de prevención de recaídas ocupara el lugar del segundo ensayo de eficacia. Esta es la primera vez que se sabe que la FDA ha hecho tal excepción y la decisión ha sido criticada por reducir los estándares regulatorios. En el ensayo de prevención de recaídas (SUSTAIN-2), la tasa de recaídas de depresión fue significativamente menor con la esketamina continuada que con la discontinuación y reemplazada con placebo en los sujetos estables tratados con esketamina y remitentes (reducción de la tasa del 51% en remitentes y reducción del 70% en respondedores).

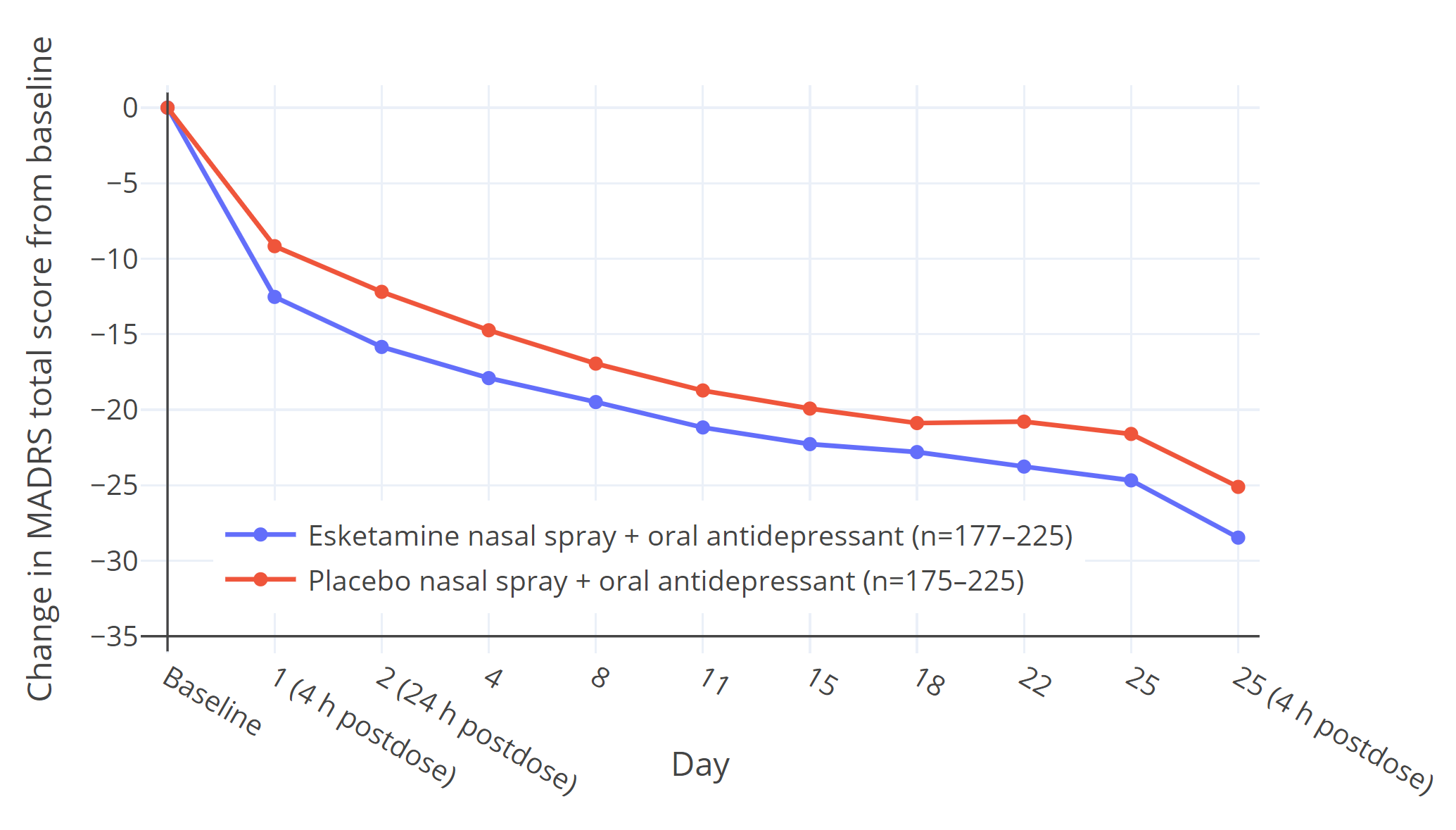
Eficacia antidepresiva a corto plazo (medida por el cambio en la puntuación total de la escala MADRS durante 4 semanas) con aerosol nasal de esketamina (84 mg dos veces por semana) agregado a un antidepresivo oral existente (n = 177–225) versus aerosol nasal placebo agregado a un antidepresivo oral existente (n = 175–225) en personas con trastorno depresivo mayor y tendencias suicidas en uno de los dos ensayos de eficacia positiva. Los resultados fueron similares en el otro ensayo positivo de eficacia a corto plazo.

La esketamina fue aprobada para el tratamiento del TDM con ideación o comportamiento suicida concomitante, sobre la base de dos ensayos de fase 3 a corto plazo (4 semanas) (ASPIRE-1 y -2) de esketamina en un aerosol nasal agregado a un antidepresivo convencional. La medida de eficacia primaria fue la reducción en la puntuación total de la escala MADRS después de las primeras 24 horas siguientes a la primera dosis de esketamina. En ambos ensayos, las puntuaciones de la MADRS se vieron reducidas significativamente con esketamina en relación con el placebo a las primeras 24 horas. Las puntuaciones medias de MADRS al inicio del estudio fueron de 39,4 a 41,3 en todos los grupos y las reducciones de MADRS a las 24 horas fueron –15,9 y –16,0 con esketamina y –12,0 y –12,2 con placebo, lo que resultó en diferencias medias entre esketamina y placebo de –3,8 y –3,9. La medida de eficacia secundaria en los ensayos fue el cambio en la Impresión clínica global de la gravedad del suicidio - Revisado (CGI-SS-r) 24 horas después de la primera dosis de esketamina. Este CGI-SS-r es una escala de un solo elemento con puntajes que van de 0 a 6. La esketamina no fue significativamente eficaz en la reducción de las tendencias suicidas en relación con el placebo en esta medida a las 24 horas o después de los primeros 25 días. A las 24 horas, las puntuaciones CGI-SS-r cambiaron en -1,5 con esketamina y -1,3 con placebo, lo que dio una diferencia media no significativa entre esketamina y placebo de -0,20. Por lo tanto, si bien es eficaz para reducir los síntomas depresivos en personas con depresión y tendencias suicidas, no se han demostrado los efectos antisuicidas esperadas con la esketamina en dichas personas.
Inicialmente, las expectativas eran muy altas para la ketamina y la esketamina en el manejo de la depresión con base en los primeros estudios clínicos a pequeña escala y el descubrimiento de los efectos antidepresivos rápidos y ostensiblemente robustos de la ketamina, descritos por algunos autores como el avance más importante en el campo de la psiquiatría en los últimos cincuenta años. Según una revisión de 2018, la ketamina mostró más del doble del tamaño del efecto antidepresivo comparado con el placebo de los antidepresivos convencionales en el tratamiento de la depresión según la evidencia preliminar disponible para el momento del reporte (d de Cohen = 1.3–1.7 para ketamina, d de Cohen = 0.8 para midazolam ( placebo activo ) y d de Cohen = 0,53–0,81 para antidepresivos convencionales). Sin embargo, la eficacia de la ketamina/esketamina para la depresión disminuyó drásticamente a medida que los estudios se hicieron más grandes y más rigurosos metodológicamente. La eficacia de esketamina en el manejo del TRD se describe como "modesta" y es similar en magnitud presentada por otros antidepresivos para el tratamiento del MDD. La eficacia comparativa de la ketamina y la esketamina en el tratamiento de la depresión no se ha caracterizado adecuadamente. Un metanálisis de enero de 2021 informó que la ketamina fue similarmente efectiva a la esketamina en términos del tamaño del efecto antidepresivo (SMD para la puntuación de depresión de –1.1 vs. –1.2) pero más efectiva que la esketamina en términos de tasas de respuesta y remisión (RR = 3.01 vs. RR = 1,38 para respuesta y RR = 3,70 vs. RR = 1,47 para remisión). Una revisión Cochrane de septiembre de 2021 encontró que la ketamina tenía un tamaño de efecto (SMD) para la depresión en las primeras 24 horas de –0.87, con certeza muy baja, y que la esketamina tuvo un tamaño de efecto (SMD) en las primeras 24 horas de –0,31, según evidencia de certeza moderada. Sin embargo, estos metanálisis han involucrado en gran medida a estudios no directamente comparativos con diseños de investigación y poblaciones de pacientes con favtores variables. Solo un ensayo clínico ha comparado directamente la ketamina y la esketamina para la depresión para mayo de 2021. Este estudio informó una eficacia antidepresiva similar, así como también tolerabilidad y efectos psicotomiméticos entre los dos agentes. Sin embargo, el estudio fue pequeño y de poca potencia, y aún se necesita más investigación para caracterizar mejor los efectos antidepresivos comparativos de la ketamina y la esketamina. La investigación preliminar sugiere que arketamina, el enantiómero R (-) de la ketamina, también puede tener sus propios efectos antidepresivos independientes y puede contribuir a la eficacia antidepresiva de la ketamina racémica, pero también se necesita más investigación para evaluar esta posibilidad.
En febrero de 2019, un panel externo de expertos recomendó en una votación de 14 a 2 que la FDA aprobara la versión de esketamina en aerosol nasal para el manejo del TRD, siempre que se administre en un entorno clínico, con personas que permanezcan en el lugar durante al menos dos horas después de la administración de la infusión. El razonamiento de este requisito es que los participantes del ensayo experimentaron temporalmente sedación, alteraciones visuales, dificultad para hablar, confusión, entumecimiento y sensación de mareo inmediatamente después de recibir la dosis indicada. La aprobación de esketamina para TRD por parte de la FDA fue controvertida debido a la evidencia limitada y mixta de eficacia y seguridad. En enero de 2020, la esketamina fue rechazada por el Servicio Nacional de Salud (NHS) de Gran Bretaña. El NHS cuestionó los beneficios de la medicación para la depresión y afirmó que era demasiado costoso. A las personas que ya han estado usando esketamina se les permitió completar el tratamiento si sus médicos lo consideraban necesario.
Spravato debutó con un costo de tratamiento de US$32,400 por año cuando se lanzó en los Estados Unidos en marzo de 2019. El Instituto de Revisión Clínica y Económica (ICER), que evalúa la rentabilidad de los medicamentos de forma análoga al Instituto Nacional para la Excelencia en Salud y Atención (NICE) del Reino Unido, se negó a recomendar la esketamina para la depresión debido a su alto costo y modesta eficacia. considerándolo no lo suficientemente rentable.
La esketamina es el segundo fármaco aprobado para el manejo del TRD por la FDA, después de la olanzapina/fluoxetina (Symbyax) en 2009. Otros agentes, como los antipsicóticos atípicos aripiprazol (Abilify) y quetiapina (Seroquel), han sido aprobados para su uso en la terapia adyuvante de MDD en personas con una respuesta parcial al tratamiento. En un metanálisis realizado internamente por la FDA durante su evaluación de esketamina para la TRD, la FDA informó una diferencia media estandarizada (SMD) de esketamina para TRD de 0,28 utilizando los tres ensayos de eficacia a corto plazo de fase 3 realizados por el métodd Janssen. Esto fue similar a una SMD de 0,26 para olanzapina/fluoxetina para TRD e inferior a las SMD de 0,35 para aripiprazol y 0,40 para quetiapina como complementos para el MDD. Estos medicamentos son menos costosos que la esketamina y pueden servir como alternativas más asequibles para la depresión con una eficacia similar.

## Farmacología

### Farmacodinámica
La esketamina es aproximadamente dos veces más potente como anestésico que la ketamina racémica.
En ratones, el efecto antidepresivo rápido de la arketamina fue superior y de mayor duración que la vista para la esketamina. La utilidad de la arketamina sobre la esketamina ha sido apoyada por otros investigadores.
La esketamina inhibe a los transportadores de dopamina aproximadamente ocho veces más que la arketamina. Esto aumenta la actividad de la dopamina en el cerebro. En dosis que causan la misma intensidad de efectos, los pacientes generalmente consideran que la esketamina es más tolerable. Los pacientes generalmente también recuperan la función mental más rápidamente después de ser tratados con esketamina pura, lo que puede deberse al hecho de que se elimina de su sistema con mayor velocidad. Sin embargo, esto está en contradicción con el hecho de que la arketamina carece de efectos secundarios psicotomiméticos.
A diferencia de la arketamina, la esketamina no se une significativamente a los receptores sigma. La esketamina aumenta el metabolismo de la glucosa en la corteza frontal, mientras que la arketamina disminuye el metabolismo de la glucosa en el cerebro. Esta diferencia puede ser responsable por el hecho de que la esketamina generalmente tiene un efecto más disociativo o alucinógeno, mientras que la arketamina es más relajante. Sin embargo, otro estudio no encontró diferencias entre la ketamina racémica y la esketamina en el nivel de vigilancia del paciente. La interpretación de este hallazgo se complica por el hecho de que la ketamina racémica es 50% esketamina.

### Farmacocinética
La esketamina se elimina del cuerpo humano más rápidamente que la arketamina (R (-)-ketamina) o la ketamina racémica, aunque la arketamina retarda la eliminación de la esketamina.